# Philips Vingboons
Philips Vingboons o Vinckboons o Vinckeboons o Vinckbooms (Amsterdam, 1607 circa – Amsterdam, 2 ottobre 1678) è stato un architetto, disegnatore e pittore olandese del secolo d'oro.

## Biografia
Figlio del pittore David Vinckboons, originario dell'Olanda Meridionale, aveva cinque fratelli e quattro sorelle, tra cui Johannes Vingboons, cartografo e incisore e Justus Vingboons anch'egli architetto, ma meno famoso.
Inizialmente lavorò come pittore nella bottega di famiglia, dove studiò cartografia, matematica, architettura e i classici. In seguito si dedicò all'architettura seguendo la scuola di Jacob van Campen, cioè il Classicismo Olandese, ispirato ai dettami del "De architectura" di Vitruvio, e probabilmente lavorò per lui come disegnatore.
Secondo il classicismo non tanto o non solo gli ornamenti, quali colonne o pilastri, rendono bello un edificio quanto l'armonia delle proporzioni, il che è utile non solo in senso astratto, ma anche praticamente nella progettazione dell'edificio stesso. Questa infatti si basa sul quadrato e sul cerchio, sui rapporti di 1:2, 2:3, 3:4 e 3:5 o tra il lato e la diagonale del quadrato.
Contrariamente a Jacob van Campen, Vingboons adattò i dettami del classicismo alle tipiche costruzioni strette della città di Amsterdam.
Seppe ben rapportare il disegno della facciata con la struttura spaziale dell'edificio. Inoltre non si preoccupò solo di ben definire l'aspetto esterno degli edifici, ma eseguì miglioramenti anche nella progettazione degli interni: la sostituzione della sala d'ingresso con un corridoio, permise di avere stanze più spaziose e luminose.
È noto come l'inventore della tipica facciata "Halsgevel" (frontone a collarino), detta anche "Vingboonsgevel", per trasformazione della precedente facciata "Trapgevel" (frontone a scalino) con l'aggiunta di ornamenti e decorazioni quali il blasone di un mercante cittadino, stemmi e così via. Il primo esempio di un edificio con "halsgevel" in Herengracht 168, risale al 1638.
Questo tipo di facciata fu ampiamente imitata durante il periodo del Classicismo Olandese (1640-1665), persino nelle case più semplici dove appare con ornamenti più limitati ed è chiamata "Vingboons-imitatie".
Un altro dei progetti di Philips Vingboons fu l'edificio eretto in Kloveniersburgwal 95 nel 1642, considerato uno dei palazzi cittadini di Amsterdam più ben proporzionati del periodo classico.
Vingboons divenne uno degli architetti più importanti del suo periodo, nonostante fosse costretto a progettare principalmente case private, dal momento che, come cattolico, non aveva accesso a commissioni statali.
Nel 1648 e nel 1674 furono pubblicati libri contenenti i disegni dei suoi progetti, preparati con l'ausilio del fratello Johannes Vingboons.

## Edifici

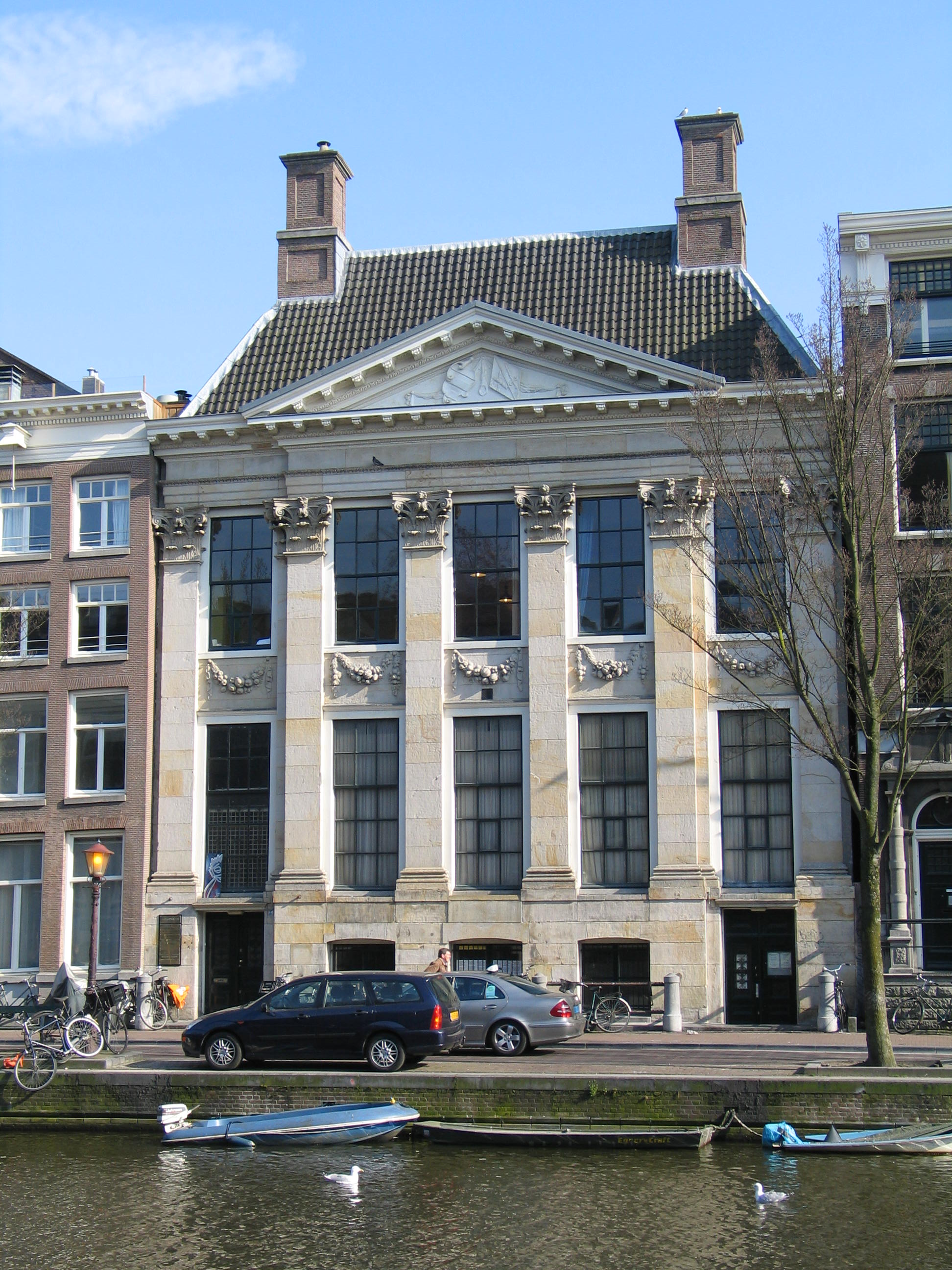
Edificio in Kloveniersburgwal 95, 1642

- Herengracht 168 (1638), le finestre ai piani superiori furono rimosse nel diciottesimo secolo
- Singel 282-286 (1639)
- Keizersgracht 319 (1639)
- Singel 548 (1639/42), huis-Huydecoper. In 1943 fu distrutto da una bomba e parti della facciata sono tuttora conservate in deposito.
- Rokin 145-147 (1641/43), ristrutturato nel diciannovesimo secolo
- Kloveniersburgwal 95 (het Poppenhuis, 1642)
- Huurhuizen van het Sint Pietersgasthuis, Rokin/Oude Turfmarkt (1643/45)
- Rokin 95 (1646)
- Kloveniersburgwal 77 (het Huis Bambeeck, 1650)
- Oudezijds Voorburgwal 316 (de Ladder Jacobs, 1655)
- Herengracht 364-370 (de Cromhouthuizen, 1660/62)
- Singel 460 (Neurenberg / Odeon, 1662)
- Herengracht 450 (Huis Deutz, 1663)
- Herengracht 386 (1663/65)
- Keizersgracht 577 (1664/65)
- Herengracht 412 (1664/67)
- Herengracht 466 (1669)
- Wevershuizen Noortsche Bos in de Weteringbuurt (1670/71)
- Schuilkerk Sint Johannes en Ursula, Begijnhof (1671/72)